# Casa Commerciale Barilli
La Casa Commerciale Barilli è uno storico edificio commerciale in stile art nouveau di Bologna.

## Storia
L'edificio venne progettato dall'architetto Leonida Bertolazzi (1852-1913) e costruito nel 1906 per ospitare uno dei primi grandi magazzini della città di Bologna.
Parte delle decorazioni è stata restaturata e ricostruita nei primi anni del XXI secolo. Attualmente l'edificio ospita nei primi due piani un Apple Store, mentre il terzo e quarto piano sono ad uso uffici e residenziale.

## Descrizione
L'edificio viene progettato per ospitare un nuovo tipo di negozio, il primo grande magazzino della città ed è composto da quattro piani, secondo uno stile architettonico tipico della cosiddetta secessione viennese. Questo stile architettonico prevede la presenza di grandi finestre e vetrate, che coprono buona parte della superficie, archi ribassati, lesene e terrazzi con ringhiere in ferro lavorato.
In particolare il piano terra e il primo piano sono caratterizzati da grandissime vetrate che permettono al passante di osservare con attenzione l'interno dello spazio commerciale e i prodotti esposti, secondo una tecnica dell'edilizia commerciale tipica dell'inizio del XX secolo. Tra le finestre del piano terra e del primo piano sono presenti alcune decorazioni in malta. Il primo piano è inoltre caratterizzato da lunghi e stretti terrazzi, con una ringhiera in ferro battuto estremente decorata.

## Galleria d'immagini

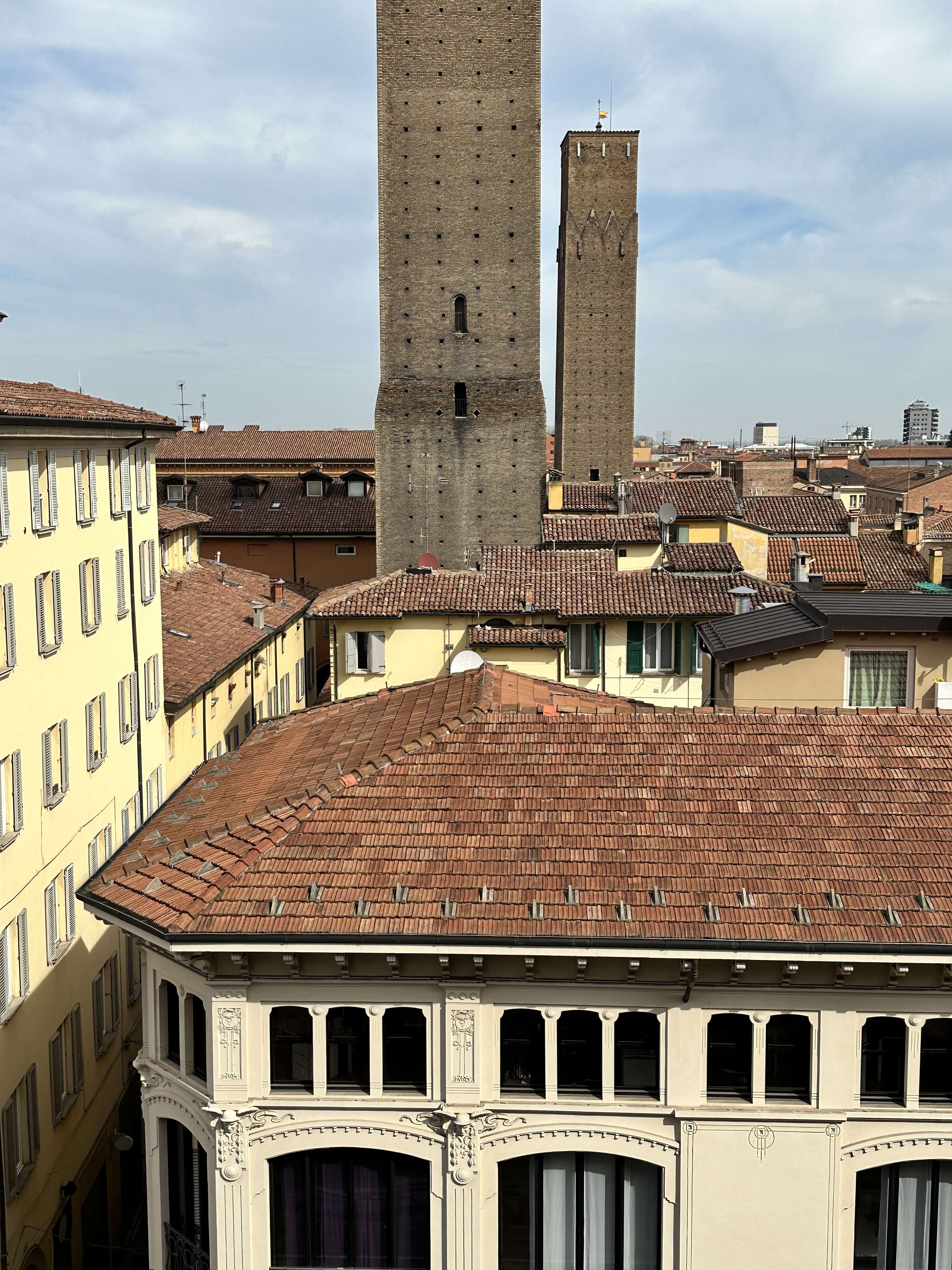
Casa Commerciale Barilli con le Torri Azzoguidi e Prendiparte sullo sfondo
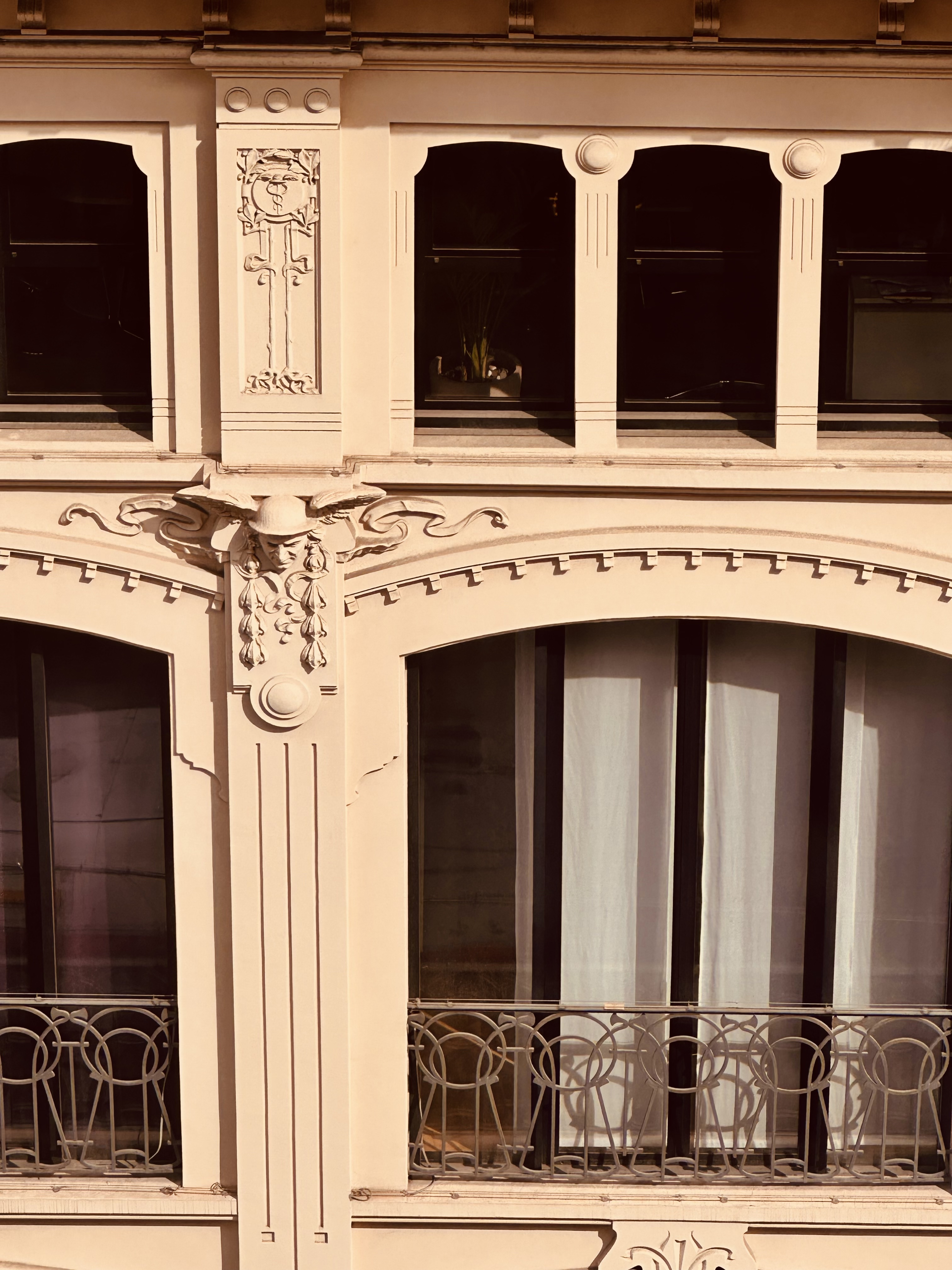
Decorazioni in stile art nouveau sulla facciata